# Gleithammer

Zughammer

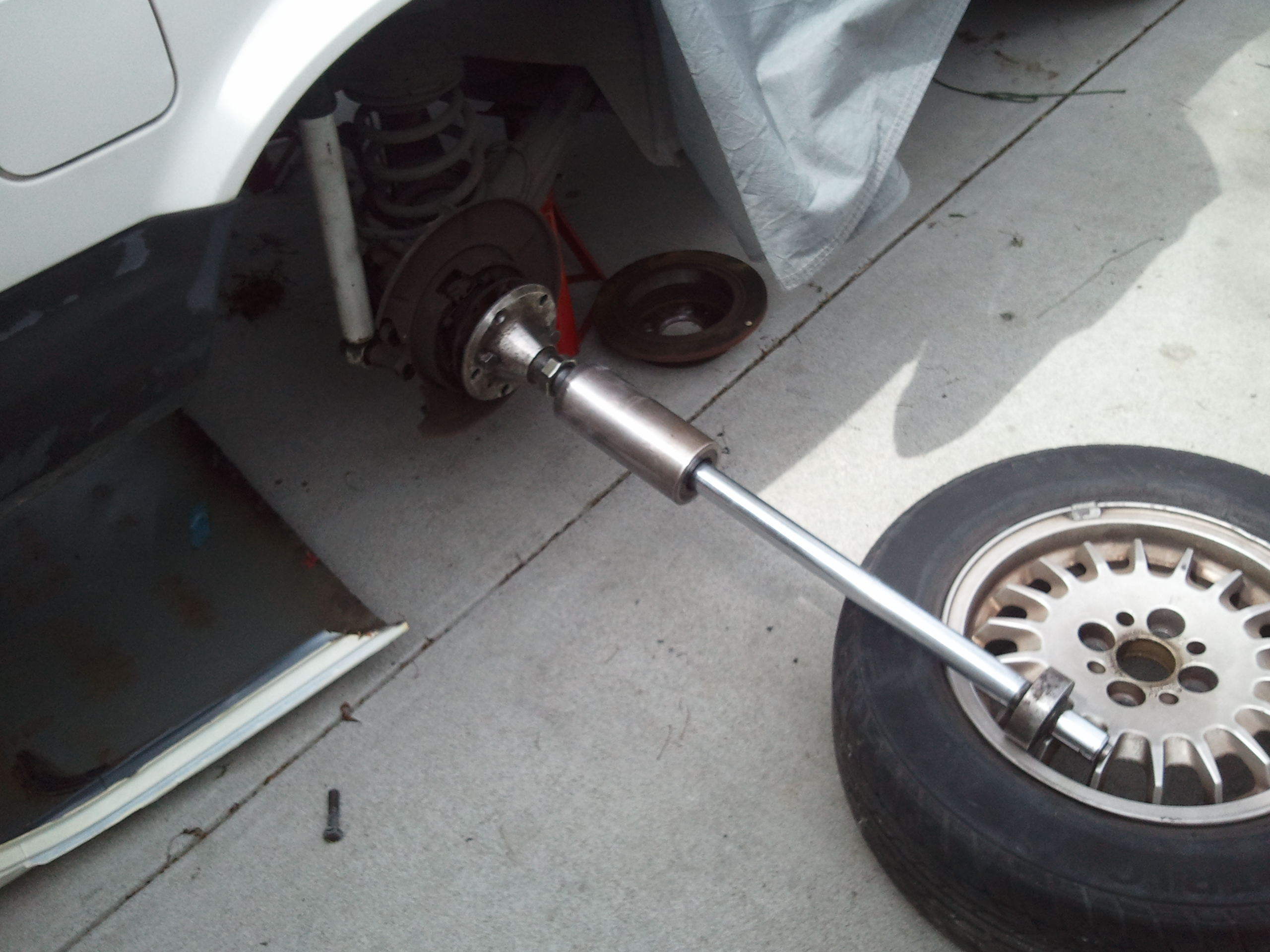
Gleithammer mit Radnabenplatte zum Abziehen einer KFZ-Radnabe

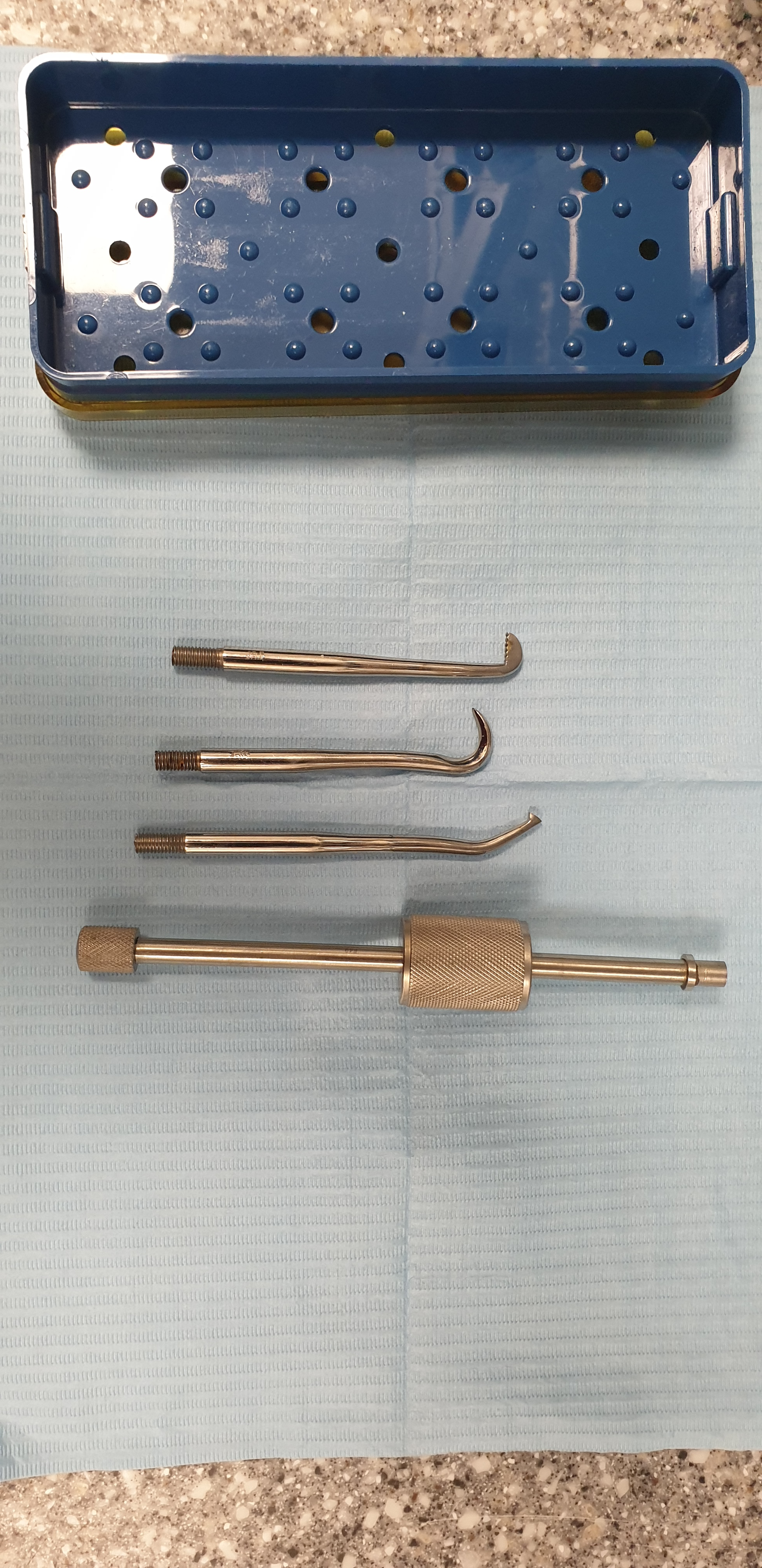
Gleithammer in der Zahnmedizin zum Abziehen von Zahnkronen

Der Gleithammer, auch Ausziehhammer ist ein Werkzeug mit verschiedenen Einsatzbereichen u. a. in der Metall- und Blechbearbeitung, in der Mechanik, Feinmechanik und Zahnmedizin. Der Gleithammer besteht aus einer Gleitschiene, auf der ein als Gewicht ausgeführter Gleitschlitten als beschleunigte Masse zwischen zwei Anschlägen hin und her bewegt werden kann. Hinter den Anschlägen besteht an den Enden des Gleithammers die Möglichkeit, Gewindeeinsätze bzw. Haken zu montieren oder Klebe- bzw. Drahtstifte einzuspannen, mittels derer ein Verbund zum Werkstück hergestellt wird, über den die Kraft des Gleithammerschlages auf dieses übertragen wird. Die übliche Arbeitsrichtung ist dabei die Zugrichtung.

## Einsatzmöglichkeiten (repräsentative Auswahl)

### Blechbearbeitung
Zum Ausbeulen eines verformten Bleches werden Stifte auf ein Blech geklebt oder geschweißt. Auf diese Weise kann mit dem Gleithammer punktuell eine Zugkraft auf das Blech ausgeübt werden. Die Buchse des Gleithammers wird so lange auf der Welle gegen die Anschläge bewegt, bis der Gleithammer die Beule glatt gezogen hat.

### Innenliegende Gleit, Kugel-, Nadel oder Wälzlager ausziehen
Verbindet man den Gleithammer mit einem Innenauszieher als Ausziehhilfe, können mit dem Gleithammer eingepresste Lager entfernt werden. Dies findet Anwendung im Maschinenbau, in der Elektrotechnik (Lager von Elektromotoren), in der KFZ-Technik etc.

### Bolzen, Passfedern, Passstifte und Buchsen ausziehen
Mit geeigneten Gewindeeinsätzen und ggf. Gegenstützen können mit einem Gleithammer auch Buchsen, Bolzen, Passstifte, Passfedern und ähnliches ausgezogen werden.

### Radnaben abziehen
Aufgepresste Radnaben beim KFZ können mittels eines schweren Gleithammers mit Radnabenplatte abgezogen werden.

### Eintreiben von Rammelektroden in Holz
Zur Feuchtebestimmung von Holz kann ein Gleithammer beim Eintreiben und Ausziehen der Elektroden verwendet werden.

### Schmieden von Eisen
Mechanische Hammerwerke zum Schmieden von Eisen können als Gleithammer ausgeführt sein.

### Kronenentfernung in der Zahnmedizin
In der Zahnmedizin werden Gleithämmer zur Entfernung fehlerhafter Kronen verwendet. Dabei wird die Spitze, von der verschiedene Formen zur Auswahl stehen, am Kronenrand angesetzt. Dabei besteht die Gefahr der Extraktion oder Beschädigung keramischer Kronenränder.